# Bibliographical Society
The Bibliographical Society ist eine britische Gelehrtengesellschaft, die 1892 durch die Initiative von Walter Arthur Copinger und Richard Copley Christie in London gegründet wurde und deren Mitglieder sich der Buchwissenschaft und dem Studium der Geschichte des Buches in Großbritannien widmen.

## Aufgaben
Zu den Zielen der Gesellschaft gehören vorrangig die Förderung der Erforschung aller Aspekte der Buchwissenschaft. Zu diesem Zweck finden in den Räumen der Society of Antiquaries of London zwischen Oktober und May monatliche Vorträge statt. Daneben erfolgt die Herausgabe einer wissenschaftlichen Zeitschrift, der Unterhalt einer Bibliothek und gelegentliche Verleihung einer Goldmedaille. Die Geschichte der Gesellschaft ist in zwei Studien dokumentiert.

## Bibliothek und Archiv
Die Bibliothek der Gesellschaft befand sich früher in der Stationers' Hall in der City of London, zwischen 2007 und 2017 im Senate House der University of London und seitdem an der Albert Sloman Library der  University of Essex. Das Archiv der Gesellschaft befindet sich in der Bodleian Library.

## Veröffentlichungen
Seit 1893 wird von der Bibliographical Society eine wissenschaftliche Zeitschrift herausgegeben, die Transactions of the Bibliographical Society. 1920 übernahm man die Herausgeberschaft von The Library, einer Zeitschrift, die 1889 von John Young Walker MacAlister (1856–1925) gegründet wurde und übernahm den Titel für das eigene Journal. Heute ist The Library eine Monatsschrift, die alle Mitglieder der Gesellschaft kostenlos erhalten. 

## Goldmedaille
Von Zeit zu Zeit wird eine Goldmedaille an Wissenschaftler verliehen, die sich um die Ziele der Gesellschaft verdient gemacht haben.

## Belege
1. ↑  The Bibliographical Society, 1892–1942: Studies in Retrospect (London, 1949).
2. ↑  Peter Davison, ed., The Book Encompassed: Studies in Twentieth-century Bibliography (Cambridge, 1992) ISBN 978-0-521-41878-2.
3. ↑  Library and Archives. In: The Bibliographical Society. Abgerufen am 24. Januar 2022 (englisch).
4. ↑  Catalogue of the archive of the Bibliographical Society 1892-1999. In: Bodleian Archives & Manuscripts. (englisch).
5. ↑  MacAlister, John Y. W. In: Who's Who. 1916, S. 1389 (englisch, hathitrust.org).
6. ↑  Gold Medallists. In: The Bibliographical Society. Abgerufen am 24. Januar 2022 (englisch).